# Толмачов Іван Миколайович
Іван Миколайович Толмачов (* 5 січня 1863 — † після 1929), генерал-лейтенант, Одеський градоначальник, покровитель Чорної сотні в Одесі.

## Життєпис
Народився в дворянській родині. Закінчив Орловську військову гімназію і Михайлівське артилерійське училище. Служив офіцером 3-ї гвардійської артилерійської бригади у Варшаві. З 1886 до 1889 вчився в Миколаївській академії Генерального штабу. Автор наукової праці, присвяченій військово-стратегічному опису Полісся. Служив у Київському військовому окрузі на різних штабних посадах. З 1904 командир 132-го Бендерського піхотного полку, спрямованого на Кавказ (Озургеті).
1905, будучи начальником експедиційного загону, відзначився рішучою боротьбою з революційними організаціями в Кутаїській губернії. За досягнуті успіхи був проведений в генерал-майори (1907) та призначений на посаду чергового генерала штабу Кавказького військового округу. Деякий час обіймав посаду військового генерал-губернатора Гурії та Мінгрелії.
2 грудня 1907 за особистим клопотанням П. А. Столипіна був призначений Одеським міським головою. Він оселився у особняку М. Менделевича на Маразліївській вул., 18. У 1910 році він переїхав у будинок  у ІІ-му Куліковському провулку, 1, де з 1911 року проживали і подальші градоначальники. Ділянка у Куліковському провулку у 1911 році належала Ісааку Когану-Бернштейну, а наприкінці 1913 року у адресних книгах видавництва "Одеські новини" і І. І. Моргуліса вказуються різні власники, відповідно - Костянтин Хрисанфовича Сєрєдін або міський голова Б. А. Пелікан. 
На посаді Градоначальника Толмачов протегував право-монархічним організаціям міста, зокрема Одеському відділу Союзу Російського Народу. Політика Толмачова, що став повновладним господарем міста і, за словами С. Ю. Вітте, «з особливою силою переслідував євреїв», викликала до нього ненависть лівих та лібералів. У 1908 кадети внесли у Державну Думу запит про перевищення Толмачовим своїх повноважень, у зв'язку з тим, що градоначальник енергійно взявся за чистку Новоросійського університету від ліберальних професорів і викладачів.
Після вбивства Столипіна був відправлений у відставку. У 1912 безуспішно балотувався до IV Державної Думи.
Напередодні Першої світової війни проживав у Калузі.
Після Лютневої революції 1917 перебував під слідством Надзвичайної слідчої комісії Тимчасового уряду, у зв'язку з тим, що в 1907 в Одесі було скоєно вбивство «турецького підданого Мотеля Іше-са», нібито вчиненого чорносотенцями з його подачі. Емігрував.